# Ostra (dopływ Wisłoki)
Ostra – potok, prawobrzeżny dopływ Wisłoki o długości 12,28 km i średniorocznym przepływie w odcinku ujściowym 0,23 m³/s. Źródła potoku znajdują się w masywie Kamieńca (454 m n.p.m.) na Pogórzu Strzyżowskim, następnie przepływa on przez Braciejową, Gumniska i Latoszyn. Uchodzi do Wisłoki w Dębicy na wysokości 184,9 m n.p.m.